# Puente 12 (Centro Clandestino de Detención, Tortura y Exterminio)

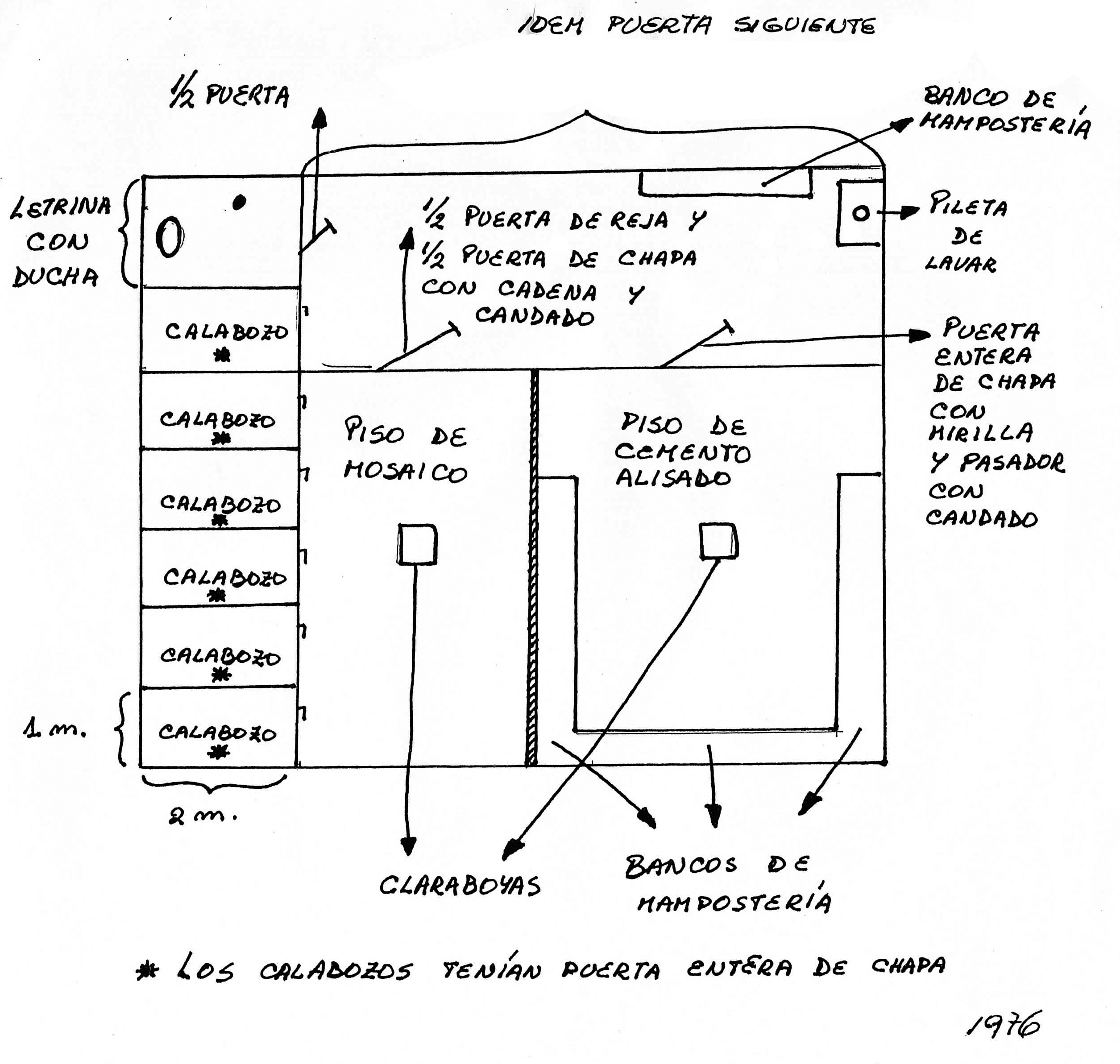
Plano de los calabozos del CCDTyE Puente 12 dibujado por Cristina Comandé

El Centro Clandestino de Detención Tortura y Exterminio Puente 12, denominación que simplifica el nombre División Cuatrerismo / Brigada Güemes por el lugar de su emplazamiento, está ubicado en la intersección de Ruta Provincial 4 y Avenida Ricchieri, La Matanza, Provincia de Buenos Aires. También se lo mencionaba como Omega. Funcionó entre 1974 y fines de diciembre de 1977 . El CCDTyE Puente 12 estuvo bajo control jurisdiccional del 1er cuerpo de Ejército, Comando de Zona de Defensa 1, Subzona 11 a cargo de la X Brigada de Infantería con asiento en Palermo. Puente 12 / Cuatrerismo dependía del Batallón de Inteligencia 601  integrante de la Jefatura II del Estado Mayor del Ejército. Además del Batallón 601 y de la Policía provincial destinada allí, actuaron la SIDE, Gendarmería Nacional y Policía Federal Argentina. 
En diciembre de 1977 y hasta agosto de 1978, con modificaciones edilicias y bajo otro circuito represivo, se instaló en el mismo sitio el CCDTyE El Banco.

## Ubicación
El Ejército utilizó tempranamente dependencias policiales como centros de detención clandestinos. Puente 12, como dependencia de la Brigada Güemes de la Policía Bonaerense se denominaba División Cuatrerismo San Justo. Ubicada en  una zona rural a poco más de 300 metros de la Av. Ricchieri todavía sin ensanchar, en la localidad de Ciudad Evita. Enfrente de este predio, Camino de Cintura de por medio, había otras dependencias policiales: División Caballería y Canes. A unos 500 metros del cruce de Av. Ricchieri (Ruta Nacional A002) y Camino de Cintura enfrentando diagonalmente a Cuatrerismo del lado de  Aldo Bonzi estaba el CCDTyE El Vesubio. Y en la misma zona a unos 700 metros en dirección hacia Av. Crovara estaba el Regimiento de Infantería Mecanizada 3 del Ejército en La Tablada, que también funcionó como  CCDTyE, bajo el mando del Tcrl. Federico A. Minicucci. Los tres centros constituyeron un triángulo de tortura y muerte en el Municipio de La Matanza.                                                                                                                                                            

## Detenidos desaparecidos
Las víctimas fueron predominantemente activistas gremiales (de fábricas de La Matanza, Esteban Echeverría y de la zona Sur de la Provincia de Buenos Aires; frigorífico de M del Plata; INTA Castelar; Ferroviarios; Subterráneos; Periodistas; Sindicato de Farmacia; FOTIA de Tucumán) médicos, actores,  docentes,  estudiantes y militantes de organizaciones de izquierda: Partido Revolucionario de los Trabajadores PRT-ERP, Juventud Guevarista, Organización Comunista Poder Obrero OCPO, ERP 22 de agosto, FR17, Peronismo de Base.
Raúl Codesal (f) posteriormente liberado reconoció, en el Juicio por la Verdad en La Plata en 2003, como jefe del CCDtyE Puente 12 al My. Antonio Guillermo Minicucci del Escuadrón de Exploración Caballería  Blindada 10 de La Tablada. Reconocido también por los secuestrados en los CCDTyE El Banco y El Olimpo bajo el seudónimo de "Rolando".
Hubo frecuente intercambio de prisioneros secuestrados entre Puente 12 y otros CCDTyE: Pozo de Banfield, Vesubio, La 205, Cría.1° de Monte Grande y  Pozo de Quilmes.
En este sitio estuvieron secuestrados y desaparecidos José A. Munárriz, Roberto Leonardo, Alfredo Manachian, Carlos Tachella, Víctor Taboada, Sergio Gustavo Dicovsky, Ceferino Fernández, Mario Stirnemann, Juan Eliseo Ledesma, Ricardo Abdon, Alicia López de Olivera, Sebastián Llorens, Diana Triay, Ricardo Cravello, María C. Lonardi, Ángel S. Gertel, Ismenia Inostroza, Manuel F. Pedregoza, Rodolfo Ortiz, Leonor Herrera,  Juan Del Gesso, Carlos Elena, Pablo Rodríguez, Edith Vera de Rodríguez, María Ester Peralta de Zalazar, Rodolfo Aníbal Leonetti, Jorge La Cioppa, Carlos A. Fernández, Ramona Benítez de Amarilla, Manuel R. Souto, Beatriz Le Fur, Gladys N. García Neimann, Gregorio Nachman, Roberto A. Wilson Miño, Raúl A. Guido, Silvia Giménez de Guido, Patricia Pedroche, Nora Román de Guerrero, Carlos B. Santillán, Leandro Fote , José Luis Maldonado, Ana María Lanzillotto de Menna, María Cristina Lanzillotto de Santillán, Manuela Elmina Santucho, Cristina Navajas de Santucho, Alicia D’Ambra, Dolores López de Medina,  Eduardo B. Corvalán, Mónica E. Delgado, Conrado Ceretti, Diana G. Guerrero, Alberto H. García, Fidela Morel de García, Sara Elba Grande, Mónica G del Río, Mabel Kitzler, Jorge Casaña, Claudia Fita Miller, Walter K. Fleury, Justa I. Moreyra,  Héctor E. Demarchi, Bertha Restrepo de Mejía, Luis Epelbaum, Claudio Epelbaum, Lila Epelbaum, Gustavo R. Giombini, Carlos A. Costa Rodríguez, Jorge A. Leonetti, Ricardo A. Vázquez,  Ricardo L. Cuello, Justa I. Moreyra, Carlos O. Suárez,  Hugo F. González, José M. Pais, María Inés Assales, Oscar Borobia, Alberto Maestri, Jorge Scelso,  Alicia Rabinovich,  Edgardo H. Lombardi, Margarita Waisse de Lombardi,  Amandina Bustos de Escobar, Mario H. Díaz, Julio Gudiño, Gloria Domínguez, Lidia E. González Eusebi, Elena De la Rosa, Justo C. Ibarguren, José M. Mendoza, Viviana De Ángelis, Dante Guede, Héctor Guede, Héctor Dadín, Jaime Barrera Oro, Ricardo Barreto Dávalos, Federico J. Tatter, Elena M. García, Jorge C. Loiácono, Graciela Pernas de Poce,  Julio Poce, Hugo Said Bazze, Juan C. Andreotti, Miguel J. Brzostowski, Julio O. Di Gangi, Víctor J. Noé, Héctor Dadín, Isabel N. Valencia de Fernández, Juana Arzani de Capella,  Carlos M. Capella, Juana Yeoman, Carlos A. D'Arruda, Nora Grittini, José L. León, María Eloísa Castellini,  Gladys Porcel, Marta Taboada, Juan Carlos Arroyo, Jorge Di Pascuale, Rubén B. Araujo, Gabriel A. Porta, Armando Torres, Dardo Torres, Edgardo Torres,  Raúl E. Manrique, Jorge Salinas, Rubén Salinas, Ana María Woichejosky  y  cientos de compañeros más algunos de los cuales fueron identificados sus restos por el EAAF.

### Desaparecidas embarazadas

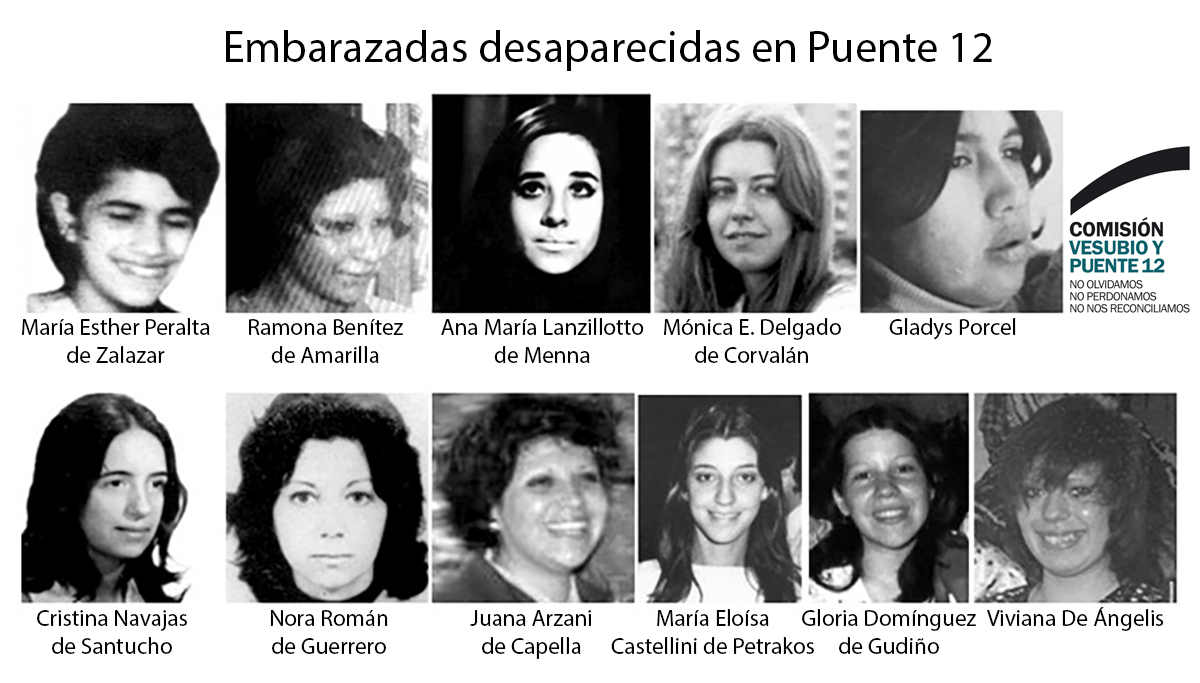
Embarazadas desaparecidas del CCDTyE Puente12

Ramona Benítez de Amarilla, Ma. Esther Peralta de Zalazar, Cristina Navajas de Santucho, Ana Ma. Lanzillotto de Menna, Mónica E. Delgado de Corvalán, Gloria Domínguez de Gudiño, Nora Ester Román de Guerrero, Juana Arzani,, Viviana De Ángelis, Ma. Eloísa Castellini, Gladys del Valle Porcel.

## Procesamientos
La causa de este CCDTyE 3993/2007 fue elevada a juicio oral en 2013 y tuvo su debate en 2017 con sentencia  en octubre de 2018. Solo hubo imputados mediatos: Cnel.(R) Hugo I. Pascarelli, Tte.Cnel(R)Federico Minicucci, Tte.Cnel. (R)Faustino Svencionis, Crio. Gral. (R) Miguel Etchecolatz, Crio. (R)  Miguel Colicigno, Subcrio (R) Fernando Svedas, Crio.Insp. (R)José F. Madrid, Crio. Insp. (R)Guillermo Ornstein y  los policías José V. Sánchez, Ángel Salerno, Carlos A. Tarantino, Nildo Delgado, Alberto F. Bulacio, Daniel F. Mancuso, Guillermo N. Díaz. Durante el proceso fallecieron 5 de los imputados y cayeron 25 de los 137 casos de víctimas elevados a juicio oral. En el mismo debate se juzgaron 15 casos de la Comisaría 1° de Monte Grande provenientes de los CCDTyE  Puente 12 y Vesubio. 
En 2021 finalizó el Juicio Oral Puente 12 II con un único imputado, Carlos Antonio Españadero, PCI (Personal Civil de Inteligencia) del Batallón de Inteligencia 601 condenado a 16 años de prisión por privación ilegal de la libertad y tormentos a 17 víctimas y abuso deshonesto en perjuicio de una niña de 15 años.
Se elevó a juicio oral Puente 12 III que tiene como imputados a policías bonaerenses y a otros dos miembros del Batallón  de Inteligencia 601 Walter Roque Minod y Enrique José Del Pino. Estaba incluido en este debate judicial el caso de María Teresa Barvich asesinada en 1975 por el policía bonaerense José Félix Madrid, quien falleció impune antes de iniciarse el juicio. 

## Actualidad
Siempre estuvo en funcionamiento con diferentes entidades de la Policía de la Provincia de Buenos Aires. En la década de 1980 funcionó allí la Brigada de la Policía Femenina. En la actualidad funciona el Unidad Táctica de Operaciones Inmediatas (UTOI) y el Comando Operativo  de la policía bonaerense. Los familiares y sobrevivientes del centro continúan bregando por la desafectación policial del sitio.

## Señalización
Puente12 / Cuatrerismo fue señalizado como CCDTyE el 31 de agosto de 2019, según la Ley Nacional 26691 y la Ley Provincial 13584, para visibilizar la función represiva de este espacio durante el terrorismo de Estado.